# Montay
Montay est une commune française située dans le département du Nord, en région Hauts-de-France.
Ses habitants sont les Montagnards.

## Géographie

### Description

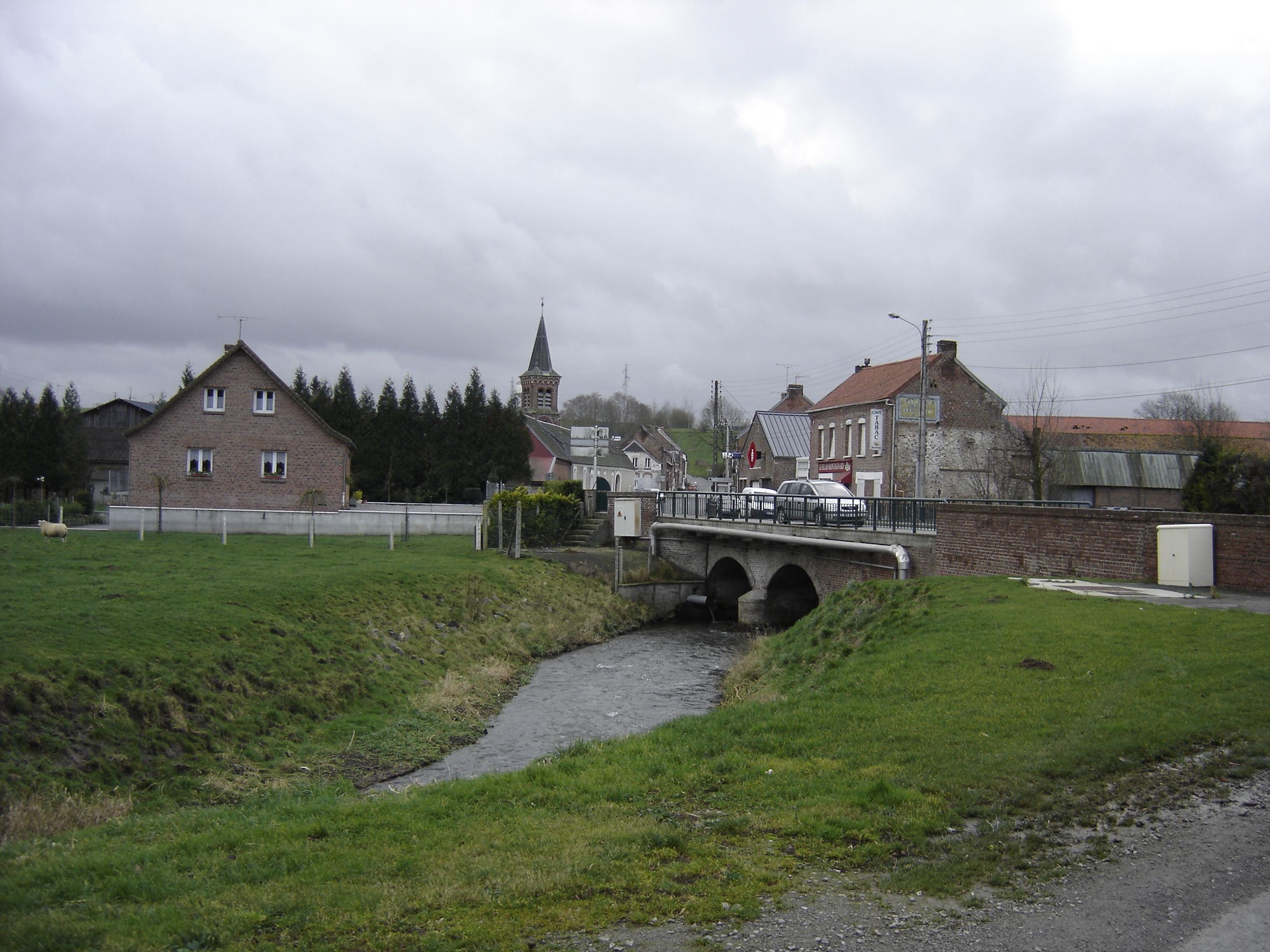
Le village et la Selle.

Montay est une petite commune jouxtant Le Cateau-Cambrésis, située aux limites du Cambrésis et de l'Avesnois, bâtie sur la Chaussée Brunehaut, ancienne voie romaine, au creux de la vallée de la Selle.
Elle se trouve à 22 km à vol d'oiseau au sud-est de Cambrai, 27 km au sud de Valenciennes, 24 km de la frontière belge et à 47 km de Mons, 35 km au sud-ouest de Maubeuge, 28 km à l'ouest d'Avesnes-sur-Helpe et 37 km au noird-est de Saint-Quentin.

### Communes limitrophes
Les communes limitrophes sont  Forest-en-Cambrésis, Le Cateau-Cambrésis et Neuvilly.

### Géologie et relief
En 1900, l'intituteur communal mentionnait que « Le sol de Montay est formé en majeure partie d'argile sablonneuse, se prêtant très bien à la culture, ayant une couche végétale d'une profondeur assez variable.
La constitution du sol de cette commune varie souvent brusquement. Il n'est pas rare de trouver plusieurs sortes de terrains dans le même champ.
Sur la rive gauche de la Selle se trouve le plateau argileux que dominent Inchy et Béthencourt. Le sol est composé d'argile et de sable en fortes proportions.
Le sous-sol est formé d'une couche d'argile d'une épaisseur variant de 0,30 à 5 m recouvrant une couche de sable roux et blanc par endroit. C'est sur cette rive que sont établies les briqueteries de Montay.
On trouve cependant le calcaire en certains endroits de la Feuillie et des Cavignaux.
La marne argileuse affleure même le sol au bosquet.
Sur la rive droite, le sol est argilo-calcaire, sauf à la Borne à 3 Trous où le sable est assez abondant.
Le sous-sol est formé d'une mince couche d'argile, recouvrant une épaisse couche de calcaire ou de marne argileuse. Montay alimente de marne à brûler tous les environs jusqu'à une distance de 20 kilomètres » et indiquait « la vallée de la Selle qui coule du sud au nord se trouve à une altitude de 81 à 87 mètres. Elle est prolongée par la vallée de Richemont vers l'est et par la vallée des 4 vaux vers l'ouest.
Le pays se relève vers le nord-est pour atteindre une altitude de 143 m. le long de la Chaussée-Brunehaut vers la commune de Forest (arrondt d'Avesnes) et 141 m. vers Amerval (hameau de Solesmes).
Du côté de l'ouest, il se relève également et atteint 122 m. à l'extrémité du territoire de
Montay, le long de la Chaussée-Brunehaut, et 127 m. près de la ferme de Rambourlieux (commune de Neuvilly) ».

### Hydrographie

#### Réseau hydrographique
La commune est située dans le bassin Artois-Picardie. Elle est drainée par le ruisseau de Richemont,.
La Selle, d'une longueur de 46 km, prend sa source dans la commune de Molain et se jette  dans le canal de l'Escaut à Denain, après avoir traversé 17 communes.
Le ruisseau de Richemont, d'une longueur de 10 km, prend sa source dans la commune de Bazuel et se jette  dans la Selle sur la commune, après avoir traversé cinq communes.
Le village dispose de nombreuses sources, notamment celle de la Cavée qui alimente la fontaine municipale, toujours utilisée, et la source de la Feuillée qui est la plus importante.

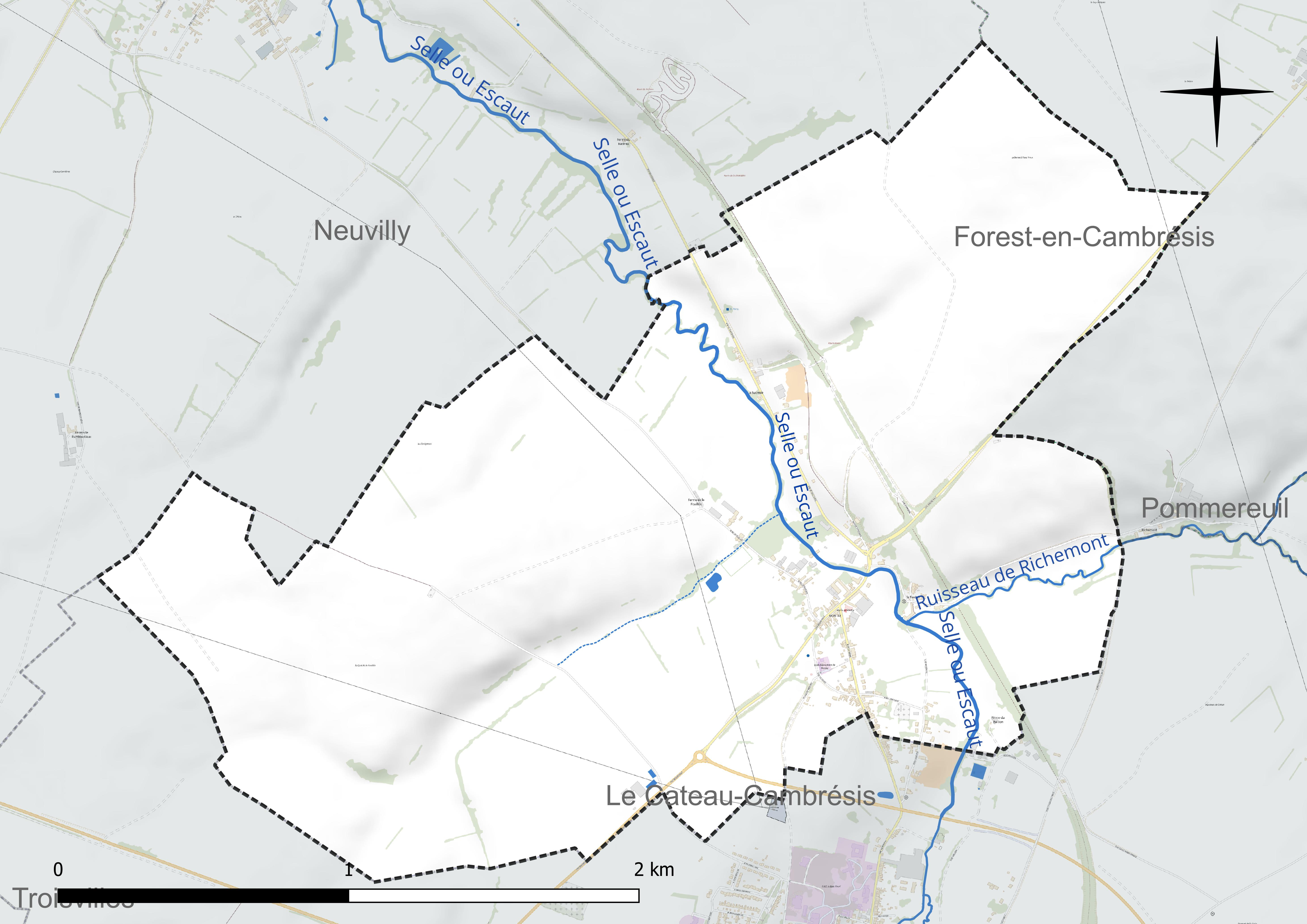
Réseau hydrographique de Montay.

#### Gestion et qualité des eaux
Le territoire communal est couvert par le schéma d'aménagement et de gestion des eaux (SAGE) « Escaut ». Ce document de planification concerne un territoire de 2 005 km2 de superficie, délimité par le bassin versant de l'Escaut. Le périmètre a été arrêté le 9 juin 2006 et le SAGE proprement dit a été approuvé le 13 juillet 2021. La structure porteuse de l'élaboration et de la mise en œuvre est le syndicat mixte Escaut et Affluents (SyMEA).
La qualité des cours d'eau peut être consultée sur un site dédié géré par les agences de l'eau et l'Agence française pour la biodiversité.

### Climat
Pour des articles plus généraux, voir Climat des Hauts-de-France et Climat du Nord.
En 2010, le climat de la commune est de type climat océanique dégradé des plaines du Centre et du Nord, selon une étude du CNRS s'appuyant sur une série de données couvrant la période 1971-2000. En 2020, Météo-France publie une typologie des climats de la France métropolitaine dans laquelle la commune est exposée à un climat océanique altéré et est dans la région climatique Nord-est du bassin Parisien, caractérisée par un ensoleillement médiocre, une pluviométrie moyenne régulièrement répartie au cours de l'année et un hiver froid (3 °C).
Pour la période 1971-2000, la température annuelle moyenne est de 10,3 °C, avec une amplitude thermique annuelle de 14,7 °C. Le cumul annuel moyen de précipitations est de 787 mm, avec 13,1 jours de précipitations en janvier et 9,2 jours en juillet. Pour la période 1991-2020, la température moyenne annuelle observée sur la station météorologique la plus proche, située sur la commune de Saint-Hilaire-sur-Helpe à 26 km à vol d'oiseau, est de 10,5 °C et le cumul annuel moyen de précipitations est de 802,4 mm,. Pour l'avenir, les paramètres climatiques de la commune estimés pour 2050 selon différents scénarios d'émission de gaz à effet de serre sont consultables sur un site dédié publié par Météo-France en novembre 2022.

## Urbanisme

### Typologie
Au 1er janvier 2024, Montay est catégorisée commune rurale à habitat dispersé, selon la nouvelle grille communale de densité à sept niveaux définie par l'Insee en 2022.
Elle appartient à l'unité urbaine de Le Cateau-Cambrésis, une agglomération intra-départementale regroupant deux  communes, dont elle est une commune de la banlieue,,. Par ailleurs la commune fait partie de l'aire d'attraction du Cateau-Cambrésis, dont elle est une commune de la couronne,. Cette aire, qui regroupe 11 communes, est catégorisée dans les aires de moins de 50 000 habitants,.

### Occupation des sols
L'occupation des sols de la commune, telle qu'elle ressort de la base de données européenne d'occupation biophysique des sols Corine Land Cover (CLC), est marquée par l'importance des territoires agricoles (95,8 % en 2018), une proportion identique à celle de 1990 (95,8 %). La répartition détaillée en 2018 est la suivante :
terres arables (77,9 %), prairies (17,9 %), zones urbanisées (4,2 %). L'évolution de l'occupation des sols de la commune et de ses infrastructures peut être observée sur les différentes représentations cartographiques du territoire : la carte de Cassini (XVIIIe siècle), la carte d'état-major (1820-1866) et les cartes ou photos aériennes de l'IGN pour la période actuelle (1950 à aujourd'hui).

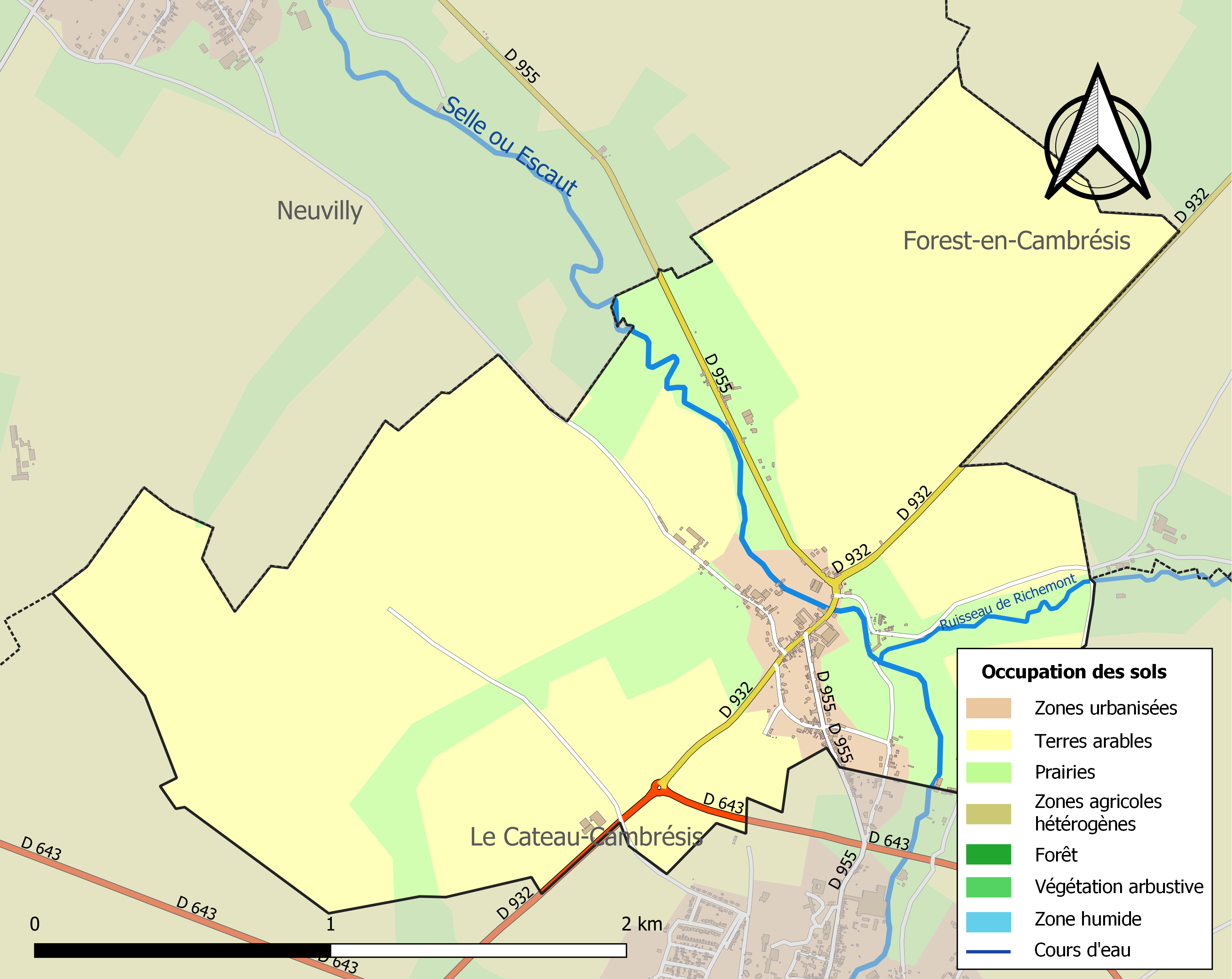
Carte des infrastructures et de l'occupation des sols de la commune en 2018 (CLC).

### Lieux-dits, hameaux et écarts
En 1900, l'instituteur communal mentionnait l'existence des lieux-dits suivants : Baillon, Richemont, les Cailloux, la Borne à 3 trous, le Ravin Mordry, le Bas du chemin de Solesmes, le Village, le Jardin d'en Haut, les Cavignaux, la Feuillie, le Cent de la Feuillie, le Fief doré, le Pont des 4 vaux.

### Habitat et logement
En 2018, le nombre total de logements dans la commune était de 147, alors qu'il était de 143 en 2013 et de 140 en 2008.
Parmi ces logements, 85,5 % étaient des résidences principales, 0,7 % des résidences secondaires et 13,8 % des logements vacants. Ces logements étaient pour 98,6 % d'entre eux des maisons individuelles et pour 1,4 % des appartements.
Le tableau ci-dessous présente la typologie des logements à Montay en 2018 en comparaison avec celle du Nord et de la France entière. Une caractéristique marquante du parc de logements est ainsi une proportion de résidences secondaires et logements occasionnels (0,7 %) inférieure à celle du département (1,6 %) et à celle de la France entière (9,7 %). Concernant le statut d'occupation de ces logements, 78,3 % des habitants de la commune sont propriétaires de leur logement (75,4 % en 2013), contre 54,7 % pour le Nord et 57,5 % pour la France entière.
| Typologie                                               | Montay | Nord | France entière |
| ------------------------------------------------------- | ------ | ---- | -------------- |
| Résidences principales (en %)                           | 85,5   | 90,8 | 82,1           |
| Résidences secondaires et logements occasionnels (en %) | 0,7    | 1,6  | 9,7            |
| Logements vacants (en %)                                | 13,8   | 7,7  | 8,2            |

## Toponymie
L'origine de « Montay-sur-Selle », premier nom connu du village, n'est pas connue avec certitude. Étymologie : nom dû à sa situation sur une petite émergence près de la Selle.
Évolution du nom de la commune :
- 1139 : Montali, titre de Sainte-Croix ;
- 1158 : Montoye, titre de Saint-Aubert ;
- 1266 : Montay.

## Histoire

### Antiquité
La chaussée Brunehaut, voie romaine aménagée vers l'an 50 apr. J.-C. sous l'empereur Claude, qui traverse le village affecte au niveau de Montay, le seul parcours sinueux entre Bellenglise et Bavay. Plusieurs hypothèses sur la destination du lieu à cette époque sont possibles quand on sait que les modifications de trajectoire pratiquées par les Romains se limitaient aux lieux de culte et aux cités déjà existantes et pacifiées par l'Empire.
Par ailleurs, la mise au jour de nombreuses sépultures des IVe et Ve siècles en 1895 lors des travaux de mise en place de la voie ferrée Valenciennes - Le Cateau-Cambrésis attestent l'importance de ce vicus gallo-romain.

### Moyen Âge
Une élégante pierre tombale datant de l'époque mérovingienne provenant d'un sarcophage du VIIIe siècle est visible sur le parvis de l'église du village.
Au début du XIIe siècle une importante seigneurie était la propriété de Raoul de Montay. La cense de la Feuillée en est le centre de la vie communautaire jusqu'à la fin du XVIIIe siècle et on trouve trace à partir de 1311 de la fondation du monastère de Saint-Lazare de Chasteau-en-Cambrésis (Le Cateau-Cambrésis) qui desservait une léproserie (maladrerie Saint-Ladre, attestée par un acte de 1405)
En 1340, au début de la guerre de Cent Ans, Montay fut assiégée par Jean, duc de Normandie, fils du roi de France Philippe VI. La Chronographia regum Francorum (II, 114) dit que le roi Philippe VI y vint en personne mais il s’agirait d’une confusion : Philippe VI avait, en effet, convoqué l’ost à Compiègne le 28 mai 1340 avec l'intention de secourir son fils mais rien ne dit qu’il se rendit personnellement devant Montay. Pendant ce siège, Gérard de Werchin, sénéchal au service du comte Guillaume II de Hainaut, surprit à la tombée de la nuit le campement du duc de Normandie et emmena prisonniers une douzaine de vassaux du duc « qui moult courroucé étoit du dépit que les Hainuyers lui avoient fait, ».

### Temps modernes
En 1566, durant les guerres de Religion, le monastère est ravagé par les Huguenots du Chasteau mais survit jusqu'à la Révolution française.

### Révolution française et Empire
Durant la  Révolution française, en 1794, deux prêtres originaires de Montay, Jacques-François Preux et Jean-Baptiste Danjou, sont guillotinés. Une plaque dans l'église le rappelle.
Le 16 avril 1794, l'Empereur François Ier d'Autriche, à la tête d'une armée de 100 000 soldats, après avoir infligé une défaite sanglante aux armées révolutionnaires françaises, passe en revue toute la grande armée des alliés sur les hauteurs de Montay en direction de Forest-en-Cambrésis.
Après la défaite de Waterloo, Napoléon Ier passe par Montay en allant de Valenciennes au Cateau. Quelque temps avant, lors des Cent-Jours, Louis XVIII y passe également, se rendant du Quesnoy au Cateau. « La municipalité du Cateau s'avança jusqu'aux premières maisons de Montay pour recevoir le roi et lui souhaiter la bienvenue ».

### Époque contemporaine
Les années 1850-1870 marquent l'entrée de Montay dans l'ère industrielle. Une partie de la population quitte le village et ses cultures agricoles pour travailler dans les complexes industriels nouvellement installés au Cateau (peignages, filatures, tissages, etc.). Dans le même temps, Montay se dote de petites unités de production : scierie, brasserie, sucrerie, savonnerie, unités d'extraction de phosphate, de chaux et de marne sur les berges de la Selle. Un moulin à huile s'installe également sur la rivière pour le traitement des oléagineux (colza). Ce tordoir est transformé en savonnerie puis affecté au début du XXe siècle au traitement du manganèse. Un second moulin situé en aval du premier a quant à lui une destination plus classique (meunerie). En 1900, l'instituteur communal mentionne que « depuis 1885 on extrait du phosphate au lieu-dit « La Borne à 3 Trous ». Plusieurs compagnies ont abandonné cette extraction à cause de la pauvreté du phosphate qui ne leur donne pas d'assez grands bénéfices pour le transformer en superphosphate. Ce phosphate naturel (titrant 18 % d'acide phosphorique) est cependant encore utilisé par quelques cultivateurs qui l'épandent à l'état naturel sur leurs terres, mais le plus souvent le jettent sur la litière des étables et écuries ou sur le tas de fumier, ce qui empêche ce dernier de perdre ses gaz ammoniacaux tout en rendant le phosphate assimilable ». En 1900, La Selle donne la force motrice à deux moulins, à un « tordoir d'huile » et à une fabrique de broches pour filature.
En 1808, Montay se dote d'une mairie-école pour les garçons et pour les filles, remplacée en 1891 par une nouvelle école. À cette époque, le nombre d'élèves varie de vingt à quatre-vingt.
Le village est occupé par l'armée allemande pendant toute la Première Guerre mondiale. Comme en témoignent les trois cimetières britanniques et leurs 618 tombes, Montay est le lieu de deux terribles batailles de la Première Guerre mondiale. La première, en août 1914, opposant d'une part les soldats anglais, français et écossais aux soldats allemands d'autre part stoppe la percée de ces derniers et permet aux alliés de se regrouper sur la Marne. La seconde en novembre 1918 brise une des dernières résistances allemandes.

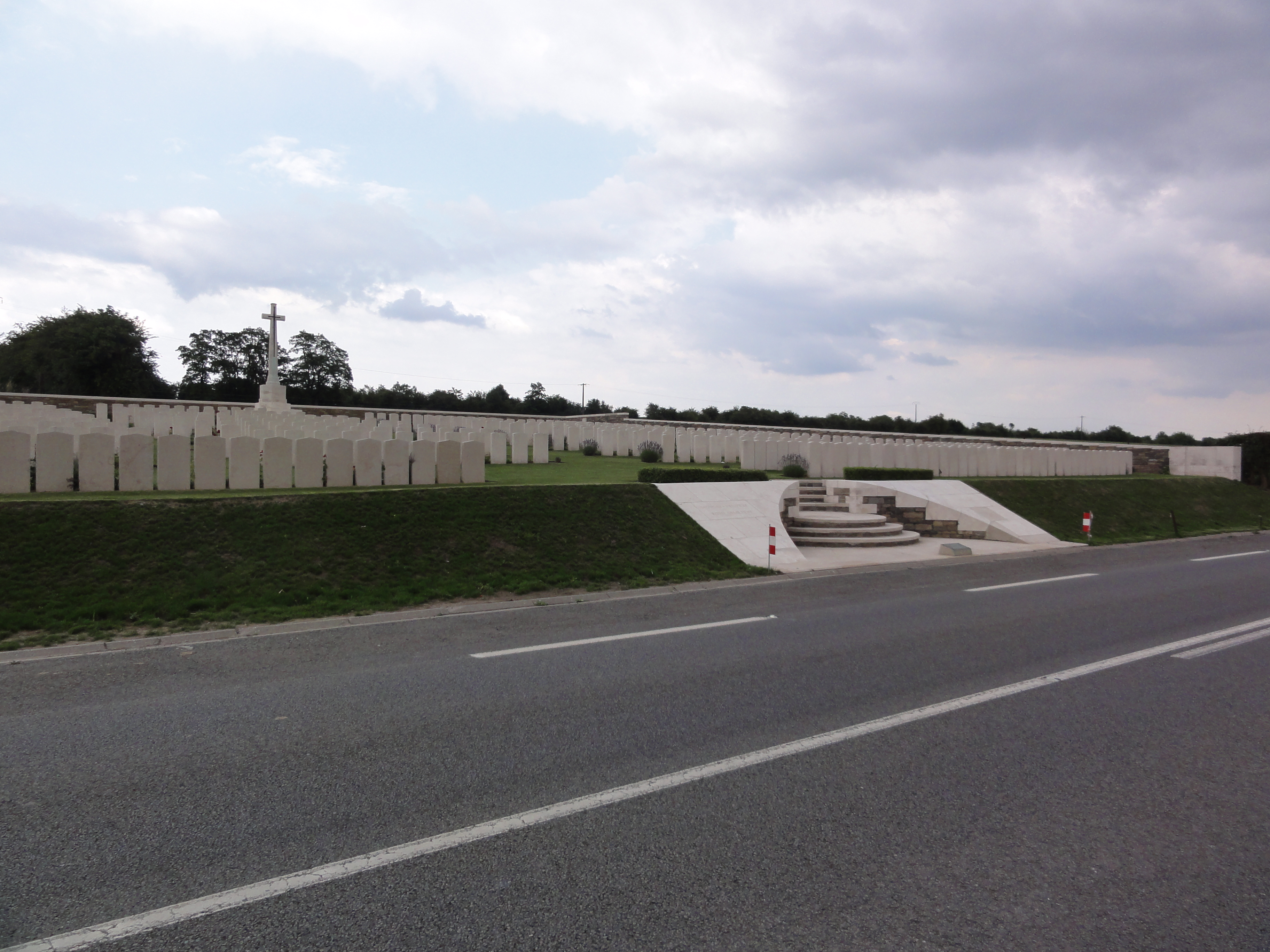
Cimetière de la route de Neuvilly à Montay.
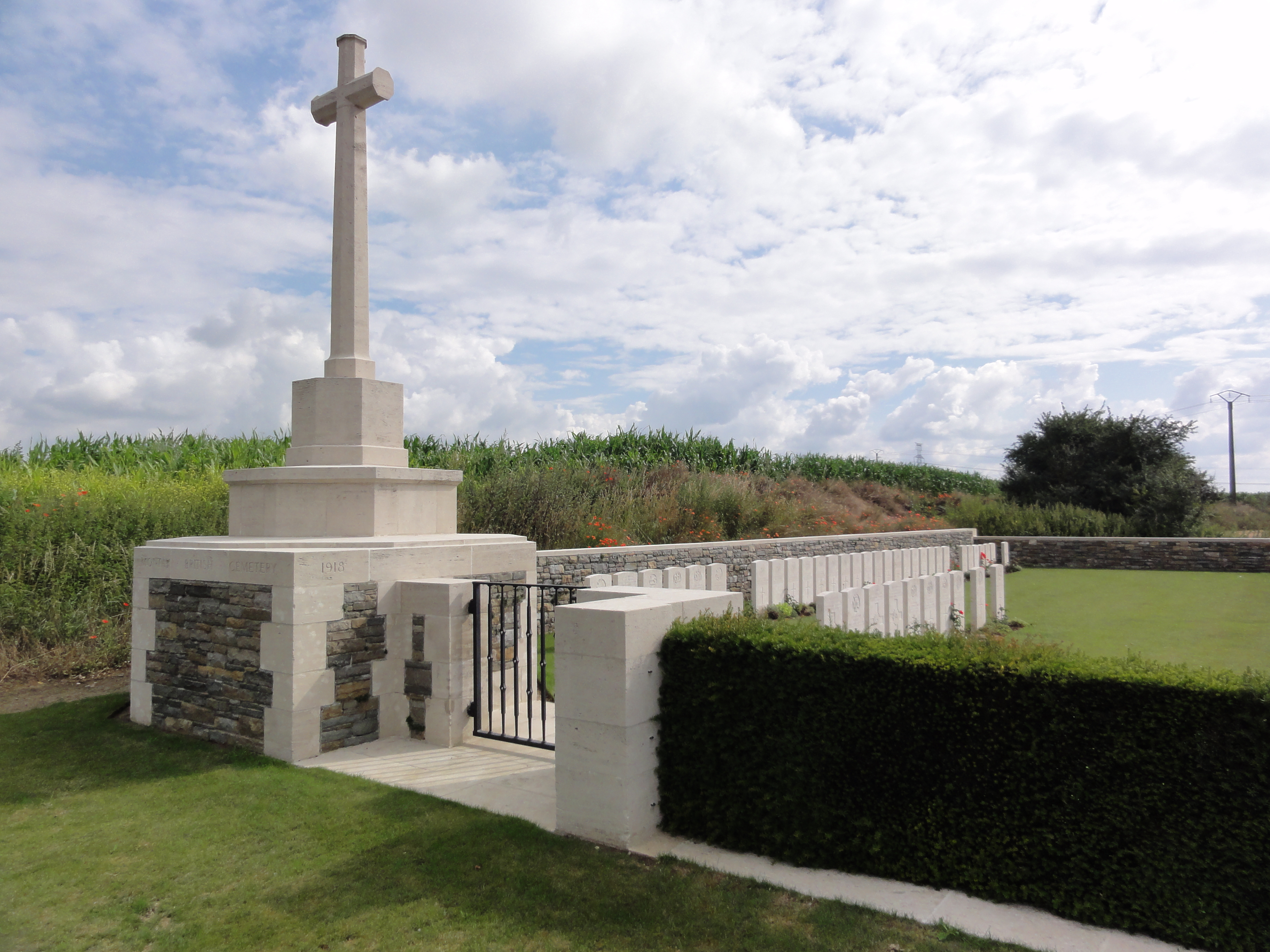
Cimetière anglais de Montay.

## Politique et administration

### Rattachements administratifs et électoraux

#### Rattachements administratifs
La commune se trouve dans l'arrondissement de Cambrai du département du Nord.
Elle faisait partie depuis 1793 du canton du Cateau-Cambrésis. Dans le cadre du redécoupage cantonal de 2014 en France, cette circonscription administrative territoriale a disparu, et le canton n'est plus qu'une circonscription électorale.

#### Rattachements électoraux
Pour les élections départementales, la commune fait partie depuis 2014 d'un nouveau canton du Cateau-Cambrésis, porté de 18 à 56 communes.
Pour l'élection des députés, elle fait partie de la dix-huitième circonscription du Nord.

### Intercommunalité
Montay était membre de la communauté de communes du Pays de Matisse, un établissement public de coopération intercommunale (EPCI) à fiscalité propre créé fin 1993 et auquel la commune avait transféré un certain nombre de ses compétences, dans les conditions déterminées par le code général des collectivités territoriales.
Cette intercommunalité a fusionné avec sa voisine pour former, le 1er janvier 2010, la communauté de communes du Caudrésis – Catésis qui se transforme le 1er janvier 2019 en communauté d'agglomération du Caudrésis - Catésis, dont est désormais membre la commune.

### Liste des maires
| Période                                  | Période                        | Identité                       | Étiquette | Qualité                                                                                          |
| ---------------------------------------- | ------------------------------ | ------------------------------ | --------- | ------------------------------------------------------------------------------------------------ |
| Les données manquantes sont à compléter. |                                |                                |           |                                                                                                  |
| 30 juin 1794                             | août 1794                      | André Pillion                  |           |                                                                                                  |
| août 1794                                | février 1795                   | Jacques Godécaux               |           |                                                                                                  |
| 21 pluviôse an IV (1796)                 |                                | Jean-Joseph Telliez            |           | agent municipal                                                                                  |
| 7 floréal an V (1797)                    | 28 brumaire an VI (1797)       | Charles-Jh Danjou              |           |                                                                                                  |
| 28 brumaire an VI (1797)                 | germinal an VII                | Jean-Joseph Telliez            |           |                                                                                                  |
| 9 floréal an VII (1799)                  | 4 thermidor an VII (1799)      | Jacques Godécaux               |           |                                                                                                  |
| 22 vendémiaire an VIII (1799)            | fructidor an VIII              | Henri Matisse                  |           |                                                                                                  |
| 16 fructidor an VIII (1800)              | 1806                           | Jean Joseph Telliez            |           |                                                                                                  |
| janvier 1807                             | 30 septembre 1821              | Rémy Danjou                    |           |                                                                                                  |
| 1er octobre 1821                         | 30 septembre 1843              | Célestin Lelon                 |           |                                                                                                  |
| 1er décembre 1843                        | février 1846                   | M. Danjou-Mairesse             |           |                                                                                                  |
| février 1846                             | juin 1853                      | Pierre-Augtin. Danjou-Dehaussy |           |                                                                                                  |
| juin 1853                                | septembre 1870                 | Ferdinand Féret                |           |                                                                                                  |
| septembre 1870                           | avril 1871                     | Alfred Danjou                  |           |                                                                                                  |
| mai 1871                                 | mars 1873                      | Henri Dupont                   |           |                                                                                                  |
| mars 1873                                | mai 1884                       | Jean-Bte Wanaigue              |           |                                                                                                  |
| 18 mai 1884                              | juillet 1885                   | Henri Dupont                   |           |                                                                                                  |
| 6 juillet 1885                           | mai 1896                       | Édouard-Rénelle Colnion        |           |                                                                                                  |
| 17 mai 1896                              |                                | Aimé Danjou                    |           |                                                                                                  |
|                                          |                                |                                |           |                                                                                                  |
| 1914                                     | 1935                           | Émile Glorieux (1878-1954)     |           | Curé de la paroisse de Montay (1907 → 1954) Nommé initialement par l'occupant allemand puis élu. |
|                                          |                                |                                |           |                                                                                                  |
| 1959                                     | mars 1977                      | Robert Caillaux                |           |                                                                                                  |
|                                          |                                |                                |           |                                                                                                  |
| avant 1981                               |                                | Georges Champagne              | PS        |                                                                                                  |
|                                          |                                |                                |           |                                                                                                  |
| avant 1995                               |                                | Honoré Kosir                   | DVD       |                                                                                                  |
| mars 2001                                | mars 2008                      | Jean-Marie Claisse             |           | Agriculteur                                                                                      |
| mars 2008                                | avril 2014                     | Pierre Leblon                  |           |                                                                                                  |
| 5 avril 2014                             | En cours (au 16 décembre 2022) | Laurence Ribes                 |           | Réélue pour le mandat 2020-2026,                                                                 |

## Équipements et services publics
La commune dispose d'une école primaire, qui, en 2021, scolarise 29 élèves,.

## Population et société

### Démographie

#### Évolution démographique
L'évolution du nombre d'habitants est connue à travers les recensements de la population effectués dans la commune depuis 1793. Pour les communes de moins de 10 000 habitants, une enquête de recensement portant sur toute la population est réalisée tous les cinq ans, les populations de référence des années intermédiaires étant quant à elles estimées par interpolation ou extrapolation. Pour la commune, le premier recensement exhaustif entrant dans le cadre du nouveau dispositif a été réalisé en 2007.

En 2022, la commune comptait 275 habitants, en évolution de −10,13 % par rapport à 2016 (Nord : +0,51 %, France hors Mayotte : +2,11 %).
| 1793 | 1800 | 1806 | 1821 | 1831 | 1836 | 1841 | 1846 | 1851 |
| ---- | ---- | ---- | ---- | ---- | ---- | ---- | ---- | ---- |
| 301  | 246  | 341  | 333  | 314  | 348  | 369  | 426  | 395  |

| 1856 | 1861 | 1866 | 1872 | 1876 | 1881 | 1886 | 1891 | 1896 |
| ---- | ---- | ---- | ---- | ---- | ---- | ---- | ---- | ---- |
| 415  | 461  | 526  | 540  | 529  | 543  | 510  | 506  | 514  |

| 1901 | 1906 | 1911 | 1921 | 1926 | 1931 | 1936 | 1946 | 1954 |
| ---- | ---- | ---- | ---- | ---- | ---- | ---- | ---- | ---- |
| 504  | 507  | 470  | 353  | 393  | 397  | 409  | 375  | 377  |

| 1962 | 1968 | 1975 | 1982 | 1990 | 1999 | 2006 | 2007 | 2012 |
| ---- | ---- | ---- | ---- | ---- | ---- | ---- | ---- | ---- |
| 383  | 381  | 367  | 332  | 324  | 339  | 350  | 352  | 335  |

| 2017 | 2022 | - | - | - | - | - | - | - |
| ---- | ---- | - | - | - | - | - | - | - |
| 290  | 275  | - | - | - | - | - | - | - |

#### Pyramide des âges
En 2018, le taux de personnes d'un âge inférieur à 30 ans s'élève à 30,2 %, soit en dessous de la moyenne départementale (39,5 %). À l'inverse, le taux de personnes d'âge supérieur à 60 ans est de 31,9 % la même année, alors qu'il est de 22,5 % au niveau départemental.
En 2018, la commune comptait 135 hommes pour 150 femmes, soit un taux de 52,63 % de femmes, légèrement supérieur au taux départemental (51,77 %).
Les pyramides des âges de la commune et du département s'établissent comme suit.
| Hommes | Classe d’âge | Femmes |
| ------ | ------------ | ------ |
| 0,7    | 90 ou +      | 2,1    |
| 10,2   | 75-89 ans    | 9,6    |
| 19,1   | 60-74 ans    | 22,0   |
| 27,0   | 45-59 ans    | 24,2   |
| 14,3   | 30-44 ans    | 10,7   |
| 18,3   | 15-29 ans    | 21,6   |
| 10,4   | 0-14 ans     | 9,8    |

| Hommes | Classe d’âge | Femmes |
| ------ | ------------ | ------ |
| 0,5    | 90 ou +      | 1,4    |
| 5,3    | 75-89 ans    | 8,1    |
| 14,8   | 60-74 ans    | 16,2   |
| 19,1   | 45-59 ans    | 18,4   |
| 19,5   | 30-44 ans    | 18,7   |
| 20,7   | 15-29 ans    | 19,1   |
| 20,2   | 0-14 ans     | 18     |

### Cultes
L'église catholique Saint Jean-Baptiste relève du Relais du Hainaut de la paroisse N.D. de la Fraternité en Cambrésis, placée sous l'autorité du diocèse de Cambrai.

## Culture locale et patrimoine

### Lieux et monuments
On peut signaler :
- L'église Saint-Jean-Baptiste, édifice ancien en brique et calcaire complété en 1891 d'un clocher et d'un porche, contient :
  - un coffret contenant les reliques du saint[Note 6]
  - une pierre tombale provenant d'un sarcophage du VIIIe siècle[36]
  - une stèle commémorant la mémoire de deux prêtres de Montay guillotinés sous la Révolution pour refus de serment[6].
  - une piscine liturgique antérieure au XVe siècle

Il est probable que la base du chœur ait appartenu à l'ancienne chapelle de l'hôpital Saint-Ladre. L'édifice, endommagé durant la guerre, est restauré dans l'entre-deux-guerres et comprend un abondant mobilier et des statues en bon état de conservation.
- La mairie est installée dans l'ancien presbytère et son jardin comprend une statue de Saint Bernard[6].
- Moulin dit « du Tordoir[Note 7] », 2 rue de Richemont, au confluent de la Selle et du Ruisseau Saint-Maurice. Au XIXe siècle, il produit de l'huile de colza, de lin, et d'oeillette, ainsi que des sous-produits tels que les tourteaux. Après la Première Guerre mondiale sous la direction de Charles Caillaux, il emploie une dizaine d'ouvriers et produit, dans les années 1930, de la poudre à laver « Kur », du savon mou et du savon de Marseille « Ponsin Frères ». Dans un second temps, il traite de la magnésie noire ou manganèse, ce qui a eu des effets néfastes sur l'environnement. Son activité cesse vers les années 1950[37],[6].
- Ferme de la Feuillée, Chemin de la Feuillée, qui conserve des éléments du début du XVIIIe siècle. 
Elle comprend un bâtiment d'habitation avec un porche datant de 1707, surmonté des vestiges d'un pigeonnier, de vastes bâtiments d'exploitation et est bâtie à l'emplacement de la demeure seigneuriale de Raoul de Montay au XIe siècle. À côté du porche, des armoiries dégradées ont été conservées, surmontées d'un ange et de la date de 1697 
Lors de la Première Guerre mondiale, elle est utilisée par les Allemands comme laiterie-fromagerie militaire et compte alors plus de 1 000 bovins. En 1917, les 26 clarisses chassées de Péronne s'y réfugient[38],[6].
- Les trois cimetières militaires britanniques situés sur le territoire de la commune:
  - Montay-Neuvilly Road Cemetery
  - Montay British Cemetery
  - Selridge British Cemetery

- Monument aux morts, près de la mairie.
- Monument d'hommage aux combattants de Montay, square du 8 mai 1945, utilisant une meule de moulin.
- Chapelle « Notre-Dame-du-mont-Carmel » ex-« Chapelle du diable », érigée en 1854 par Jean-Baptiste Delfosse, dit « le Diable », et qui lui donna son sobriquet. Elle est restaurée à la fin du XIXe siècle par M. Zinguedeau, qui en change le vocable et y place l'image de Notre-Dame du Mont-Carmel. La chapelle et la statue sont bénites par le chanoine Decorne en 1891[2]
- Calvaire érigé en 1840 qui, d'après la légende, fut l'endroit où s'arrêta une épidémie de choléra en 1866 épargnant ainsi la population du village[2].
- Chapelle « Notre-Dame-de-Lourdes », construite en 1949 pour la réalisation d'un vœu fait en 1940 par Mme veuve Claisse-Minaux et sa famille, avec l'aide de l'abbé Émile Glorieux, curé de Montay de 1907 à 1954[6]
- Source de la Cavée et la fontaine municipale aux eaux pures très recherchées (9 sources au total à Montay)

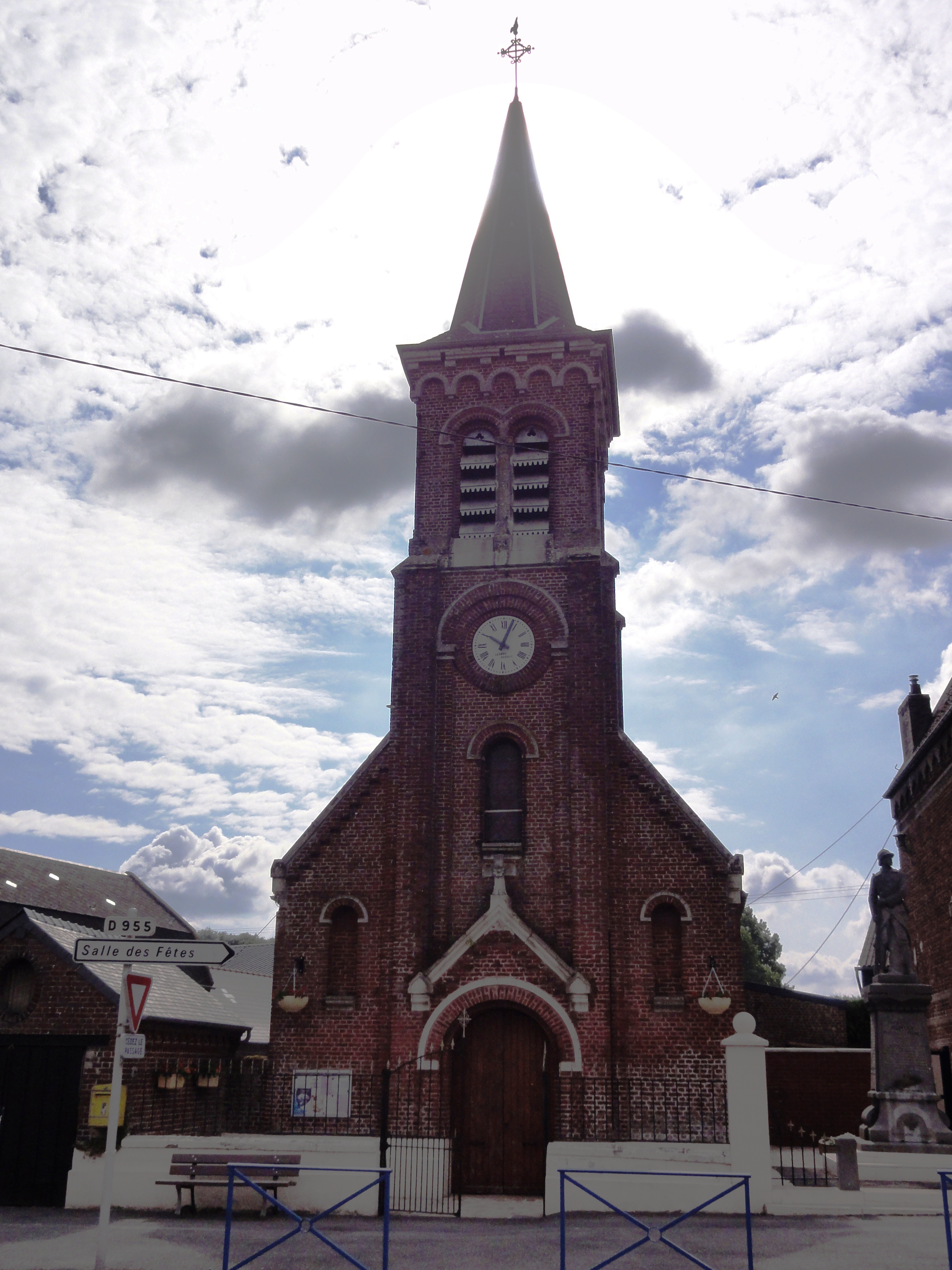
L'église Saint-Jean-Baptiste
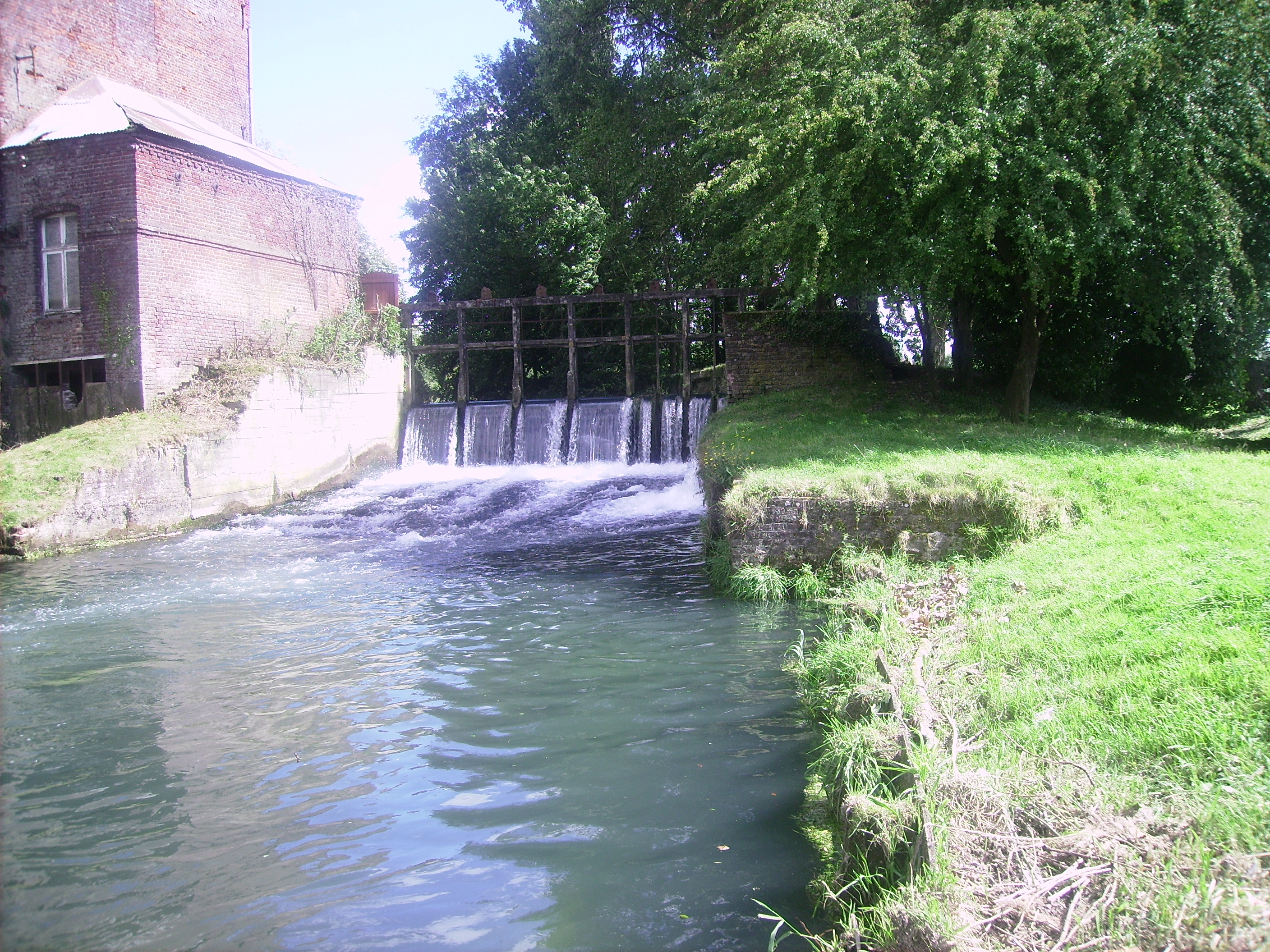
Moulin
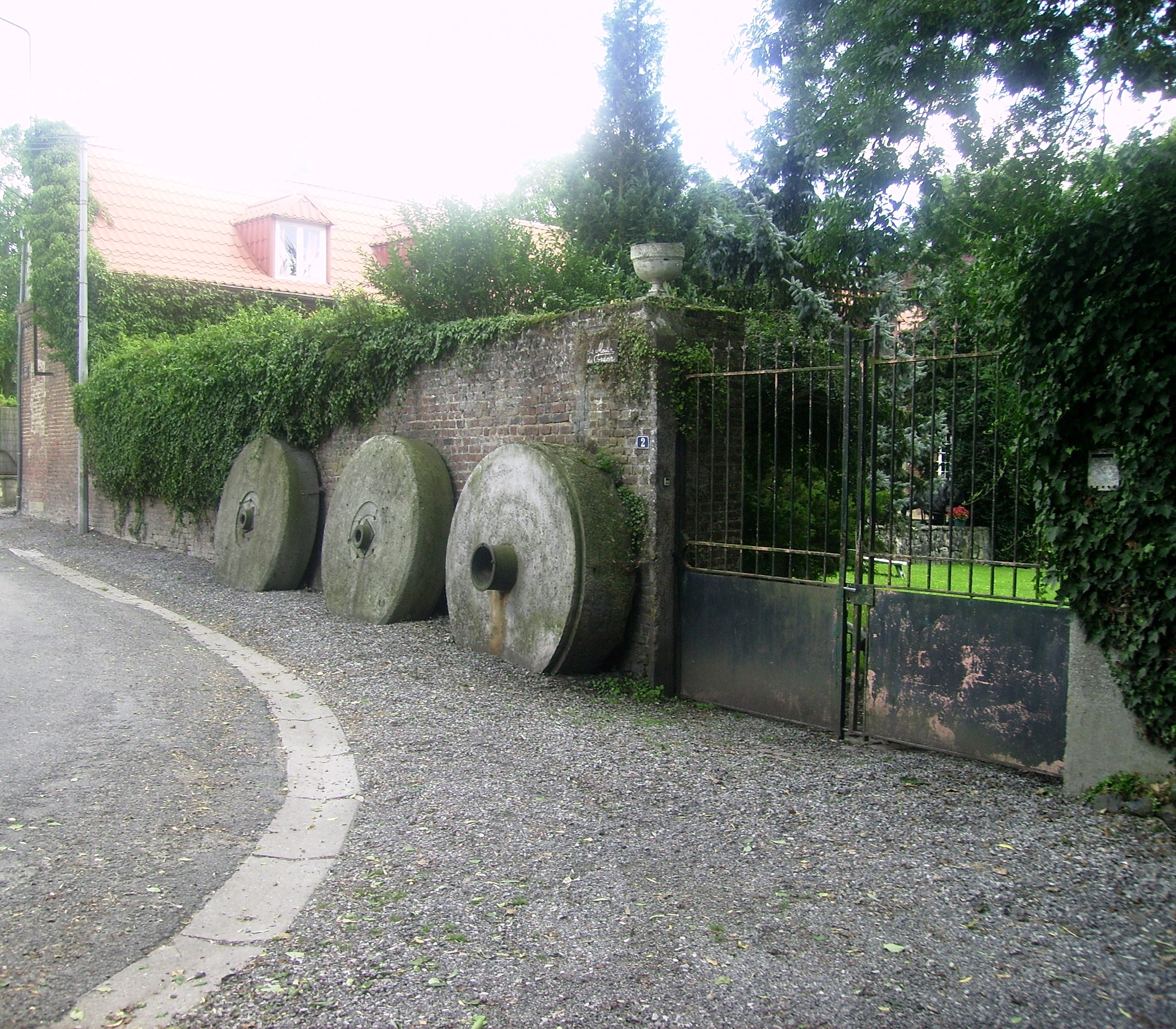
Les Trois orphelines.
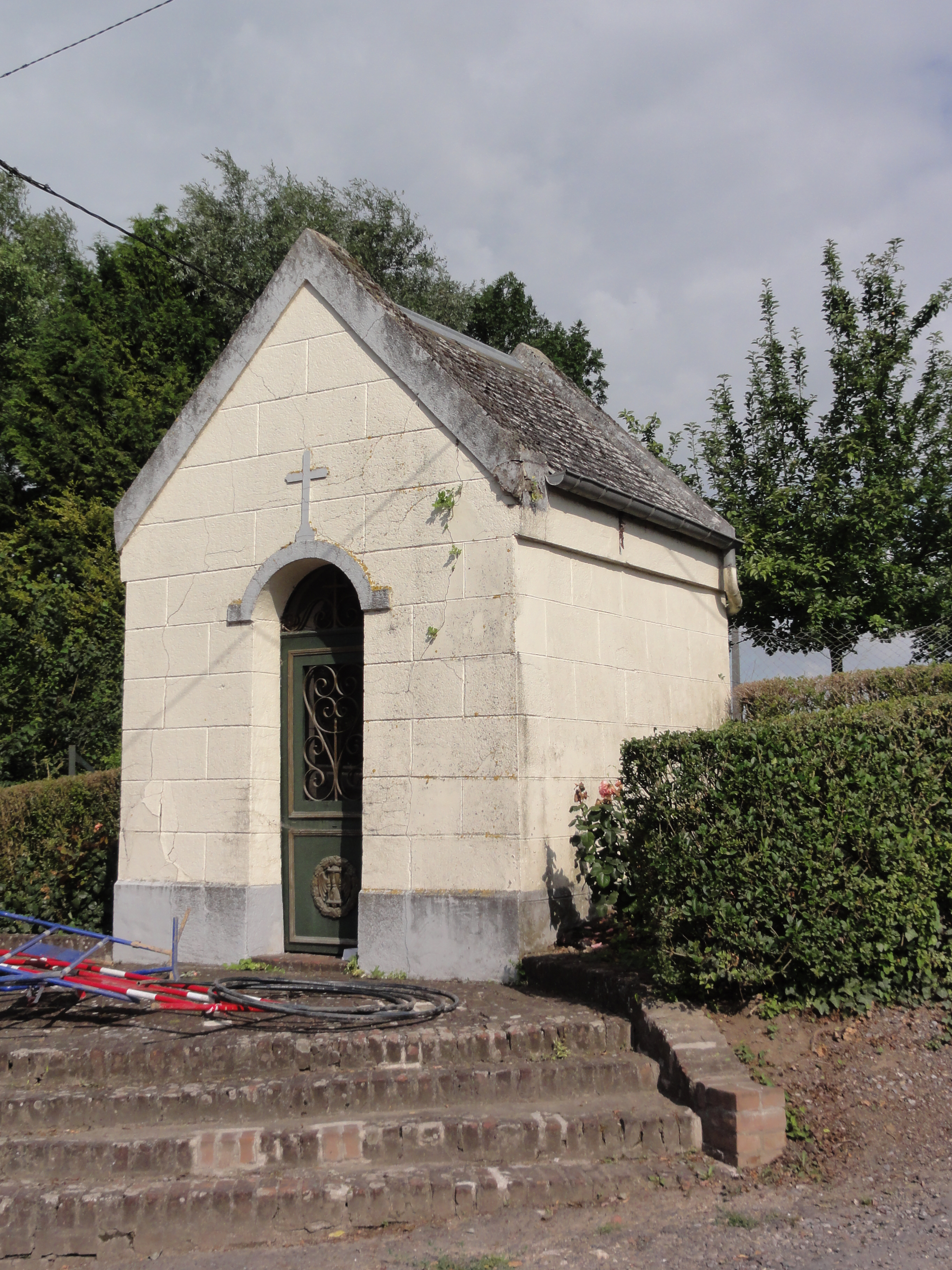
Chapelle, Rue du Pommereuil
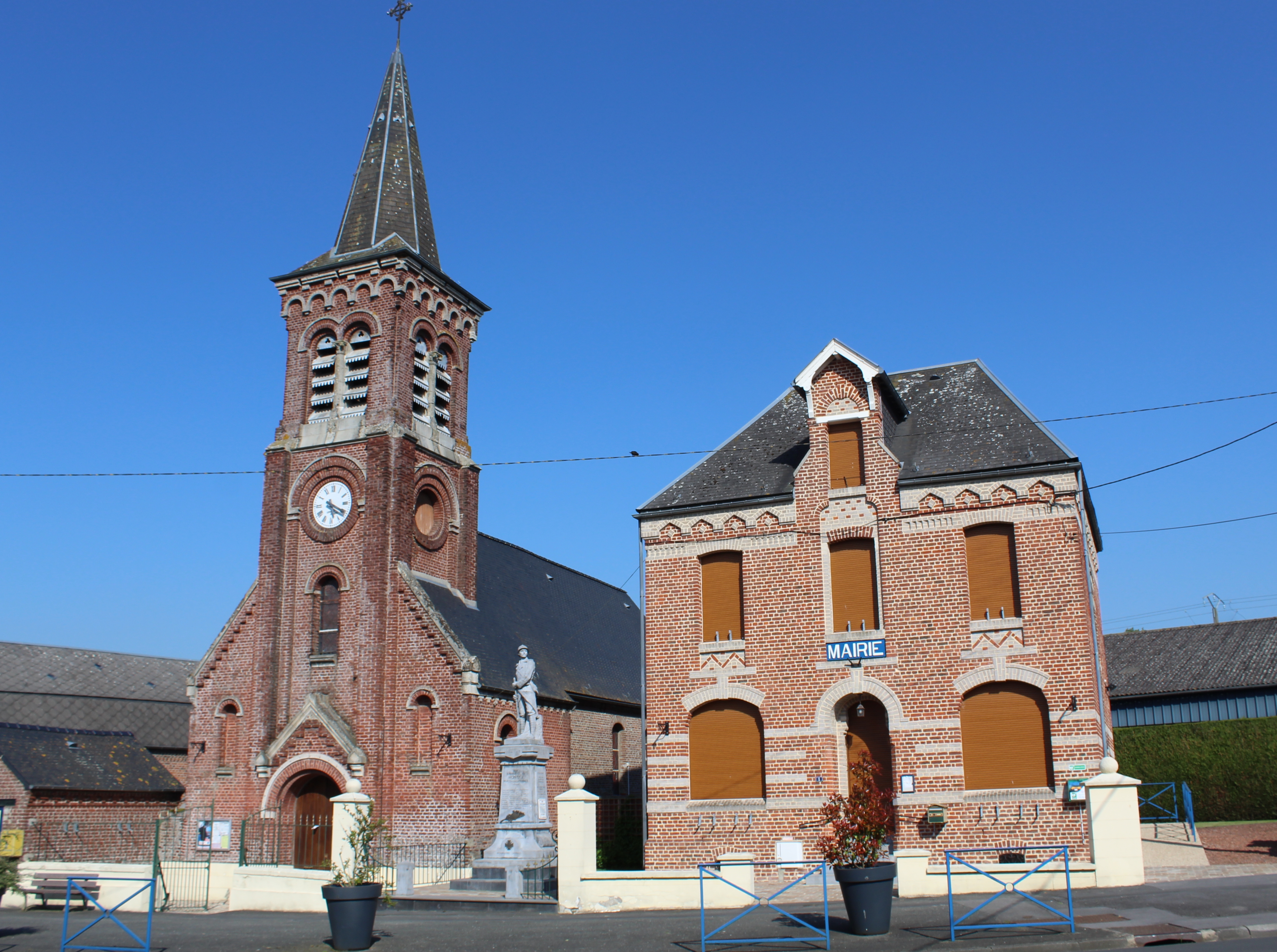
La place qui regroupe l'église, le monument aux morts et la mairie.

### Héraldique
| Blason de Montay | Blason  | Échiqueté d'argent et d'azur, au lambel à six pendants de gueules.                                                     |
| Blason de Montay | Détails | Le statut officiel du blason reste à déterminer.                                                                       |
| Blason de Montay | Alias   | De gueules à la forteresse d'argent sur un plan de sinople. Mentionné et dessiné dans la monographie communale de 1900 |